# ISO 3166
ISO 3166是國際標準化組織（ISO）針對國家、地區、具特殊科學價值地點，以及其子行政区（如：省或州）名称的國際標準代码。该标准正式英文全称为：“Codes for the representation of names of countries and their subdivisions”（即：代表国家及其子行政区的代码）。

## 组成
该标准由三部份组成：
- ISO 3166-1，英文全称为：“Codes for the representation of names of countries and their subdivisions – Part 1: Country codes”，定义了国家、地区、具特殊科学价值地点的代码，该国家代码共为三套：
  - ISO 3166-1二位字母代碼——两个字母的国家代码，使用最为广泛，如用于因特网代表国家顶级域名（除了个别少数例外）
  - ISO 3166-1三位字母代碼——三个字母的国家代码，与二位字母代码相比较更易于与国名进行关联。
  - ISO 3166-1三位數字代碼——三个数字的国家代码，与联合国统计司制定和维护的一致，由于其书写的独立优点，适用于使用非拉丁字母的系统。
- ISO 3166-2，英文全称为：“Codes for the representation of names of countries and their subdivisions – Part 2: Country subdivision code,”，定義國家或地區的主要子行政区（如：省或州）名称的國際標準代码。
- ISO 3166-3，英文全称为：“Codes for the representation of names of countries and their subdivisions – Part 3: Code for formerly used names of countries”，定義从自1974年ISO 3166-1发布以来，从中被删除的代碼。

## 版本
1974年出版了第一版ISO 3166，其中仅包括字母国家代码。 1981年出版的第二版还包括数字国家代码，第三版和第四版分别于1988年和1993年出版。 1997年至1999年出版的第五版扩展为三部分，包括了国家子行政区代码。

## ISO 3166維護署
ISO 3166維護署（英語：ISO 3166 Maintenance Agency, ISO 3166/MA），是ISO 3166标准的维护机构，位于瑞士日内瓦ISO总部。其前身为位于德国柏林的德国标准化学会（Deutsches Institut für Normung，缩写：DIN）。其主要任务是：
- 增加和删除国家名称（含其子行政区），并为其分配代码；
- 发布国家名称（含其子行政区）及其代码；
- 维护所有国家代码参考列表及其使用年限；
- 发布公告，更改代码表；
- 对ISO 3166的使用提出建议。

## 外部連結
- ISO 3166 Maintenance Agency（页面存档备份，存于）, International Organization for Standardization (ISO)
- https://web.archive.org/web/20040923013951/http://www.iso.org/iso/en/prods-services/iso3166ma/index.html （英文）